# Steven Naismith
Steven John Naismith (Irvine, 14 de setembro de 1986) é um treinador e ex-futebolista escocês, atualmente, está sem clube.

## Carreira
Steven Naismith começou na categoria de base no Rangers, clube de Glasgow na Escócia, seu país natal onde era o camisa 10 no Kilmarnock.                                                                                                                                                                                                                                                                                     